# تمپلتون (ماساچوست)
تمپلتون، ماساچوست
تمپلتون (به انگلیسی: Templeton) شهرکی در شهرستان ورچستر ایالت ماساچوست می‌باشد که در سال ۱۷۶۲ بنیان‌گذاری شده‌است. این شهرک در سرشماری سال ۲۰۱۰ میلادی، ۸٬۰۱۳ نفر جمعیت داشته‌است.